# Harry Kitching
Harry Kitching (q3 1905 – sau năm 1935) là một cầu thủ bóng đá người Anh ghi 36 bàn thắng trong 118 lần ra sân ở Football League thi đấu cho Grimsby Town, Lincoln City, Tranmere Rovers và New Brighton. Ông thi đấu ở vị trí tiền đạo.